# Salt (Ava Max)
Salt is een nummer van de Amerikaanse zangeres Ava Max uit 2019. Het is vierde single van haar debuutalbum Heaven & Hell.
"Salt" is een vrolijk nummer waarin de liedverteller zingt over hoe ze haar vorige relatie achter zich heeft gelaten en nu weer optimistisch naar het leven kijkt. Het nummer flopte in Amerika, maar werd in veel Europese landen wel een hit. In Nederland kwam rond de jaarwisseling 2019-2020 de Tipparade binnen, maar toen bleef het steken op een 22e positie. Een paar maanden later, in mei 2020 werd het nummer opnieuw een hit en kwam het wél de Nederlandse Top 40 binnen, met als een 16e plek als hoogste positie. In Vlaanderen was het nummer minder succesvol, daar bereikte het de 23e positie in de Tipparade.

## Tracklijst
- Muziekdownload

1. "Salt" - 3:00